# کلاته صوفی زاده
کلاته صوفی زاده روستایی در دهستان شیرین‌سو بخش مانه شهرستان مانه و سملقان استان خراسان شمالی ایران است.

## جمعیت
بر پایه سرشماری عمومی نفوس و مسکن در سال ۱۳۹۵ جمعیت این مکان این روستا بدون جمعیت بوده‌است.